# Wahlalternative Arbeit & soziale Gerechtigkeit
WASG (Wahlalternative Arbeit & soziale Gerechtigkeit) var et politisk parti i Tyskland. Partiet opstod som bevægelse i løbet af 2004 og blev stiftet som egentligt politisk parti i januar 2005. Initiativtagerne var en gruppe af venstreorienterede socialdemokrater og fagforeningsfolk, som var utilfredse med den førte politik på det sociale område.
Forud for valget til Forbundsdagen i 2005 indgik WASG en alliance med efterfølgeren til DDR’s kommunistparti, det socialistiske PDS, under det fælles navn Die Linkspartei.PDS. Spidskandidat for WASG til valget var den tidligere socialdemokrat Oskar Lafontaine. 
31. december 2006 havde WASG 8944 medlemmer.
16. juni 2007 blev det efter en urafstemning formelt besluttet at sammenslutte WASG med PDS til partiet Die Linke.